# 武庫大橋駅
武庫大橋駅（むこおおはしえき）は、かつて兵庫県にあった阪神電気鉄道の駅。

## 概要

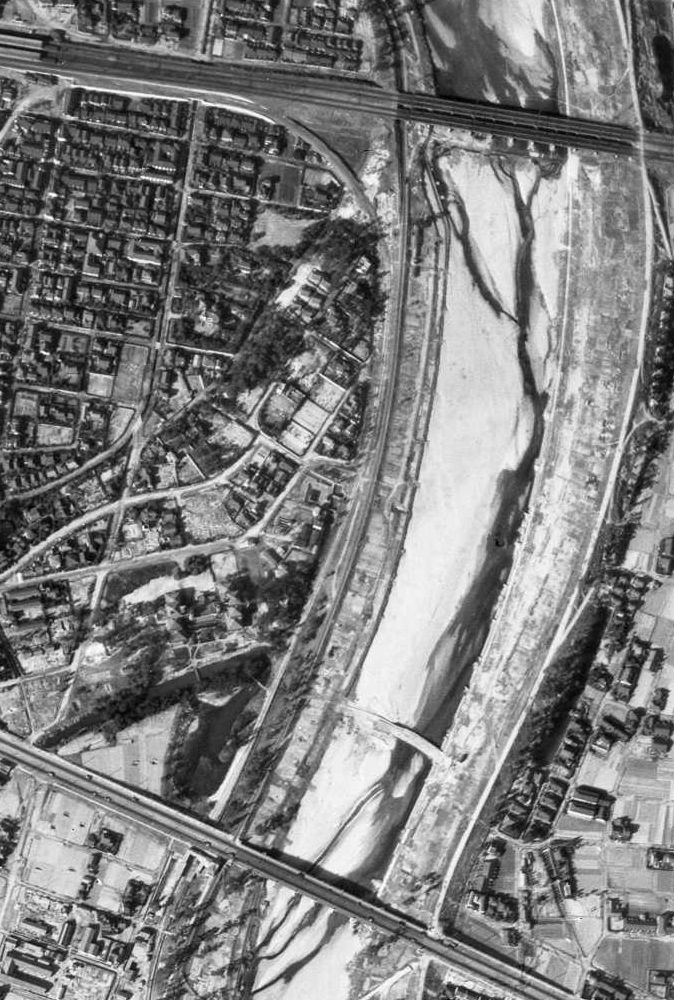
1948年2月の国鉄甲子園口駅 - 武庫大橋駅（休止中）　画像下の武庫川に架かる橋が武庫大橋（国道2号）、その西岸南側に見える横倒しのコの字が武庫川線・武庫大橋駅の跨線橋とホーム。　国土地理院 地図・空中写真閲覧サービスを基に作成

国道2号線上の併用軌道線であった阪神国道線の停留所と、阪神武庫川線の駅とが存在した。武庫川を挟み、国道線の停留所は尼崎市側（武庫大橋上、尼崎側の端部）に、武庫川線の駅は西宮市側にあり、武庫川に架かる国道2号線の橋である武庫大橋を介して接続していた（およそ200m離れていた）。
両線が同時に営業していた当時、どちらも標準軌・直流600V電化であり、武庫大橋西詰で立体交差していたが、連絡線はなかった。国道線用の71形が武庫川線で使用された時期があったが、これは武庫川線武庫大橋駅休止後である。この71形は尼崎車庫に常駐し国道線に帰る際は尼崎（車庫） - 杭瀬 - 杭瀬連絡線 - 国道線（東長洲） - 浜田車庫、本線に入る際は浜田車庫 - 北杭瀬 - 東長洲 - 杭瀬連絡線 - 杭瀬駅 - 千船駅 - 尼崎車庫の経路を取った。北杭瀬 - 東長洲と杭瀬 - 千船は渡り線の関係での回送である。野田駅付近が高架化されるまでは同駅構内でも本線と国道線はつながっていたがこの回送に使われることはなかった。

## 歴史
- 1927年（昭和2年）7月1日：阪神国道電軌の西野田（後の野田） - 神戸東口（後の東神戸）間開通と同時に開業（国道線停留所の開業）。
- 1928年（昭和3年）4月1日：阪神国道電軌が阪神電気鉄道に合併、同社の国道線となる。
- 1944年（昭和19年）
  - 8月17日：武庫川線・当駅 - 武庫川駅間が開業し、国道線と接続（武庫川線駅の開業）。
  - 11月15日：国有鉄道東海道本線の西ノ宮駅 - 洲先駅間の貨物線が開業（貨物営業の開始）。
- 1945年（昭和20年）8月23日：当駅 - 洲先駅間の電車運転を停止。
- 1946年（昭和21年）1月5日：当駅 - 洲先駅間の旅客営業を休止（武庫川線駅の旅客営業の終焉）。
- 1948年（昭和23年）10月10日：武庫川駅 - 洲先駅間の旅客営業を再開。
- 1958年（昭和33年）：西ノ宮駅 - 洲先駅間の貨物営業休止（武庫川線駅の終焉）。
- 1970年（昭和45年）：西ノ宮駅 - 洲先駅間の貨物営業廃止。
- 1975年（昭和50年）5月6日：国道線廃止（当駅の事実上の終焉）。
- 1985年（昭和60年）4月14日：休止中の当駅 - 武庫川駅間が廃止。

## 駅構造

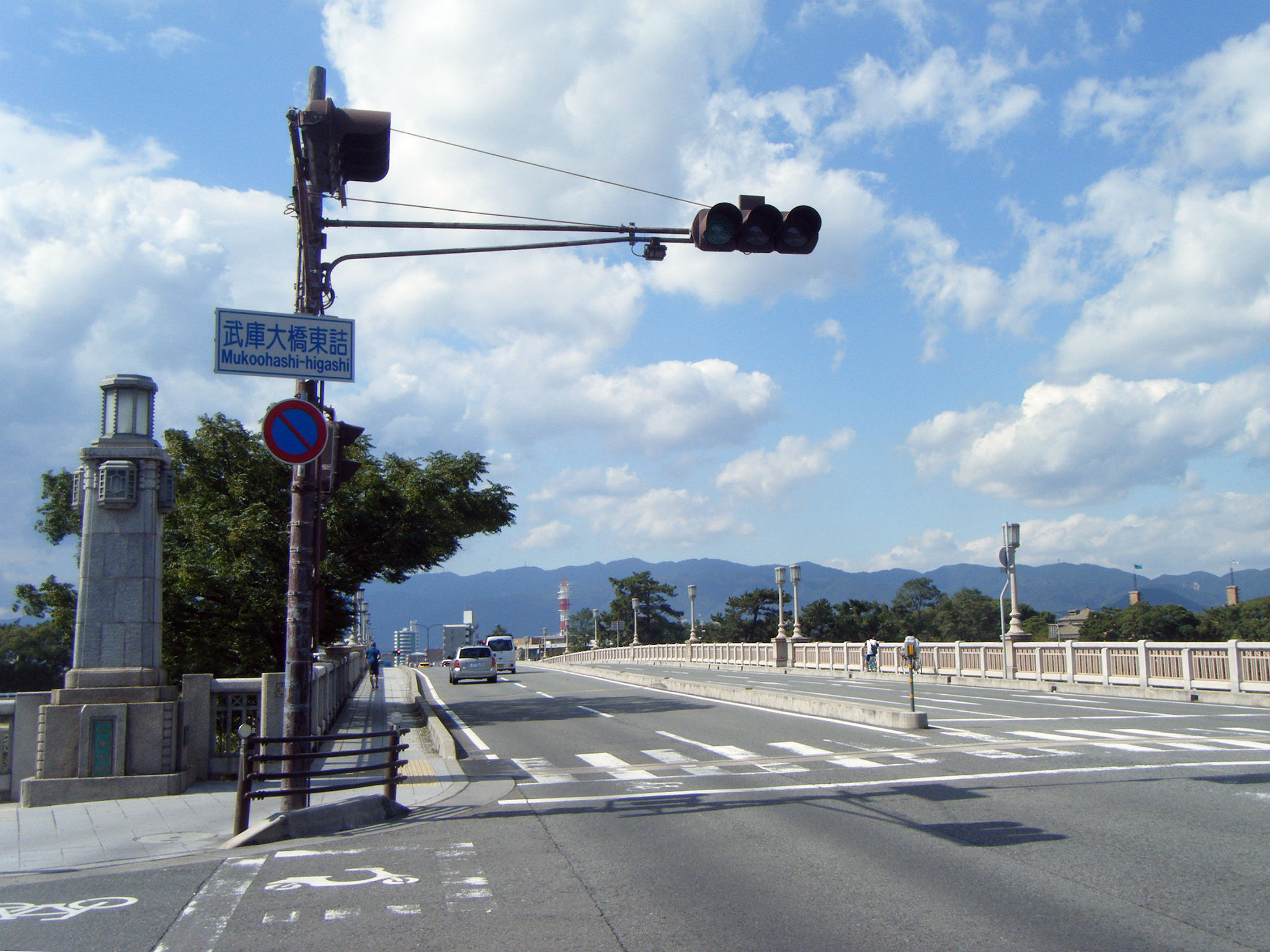
国道線・武庫大橋停留所跡（国道2号・武庫大橋尼崎側）

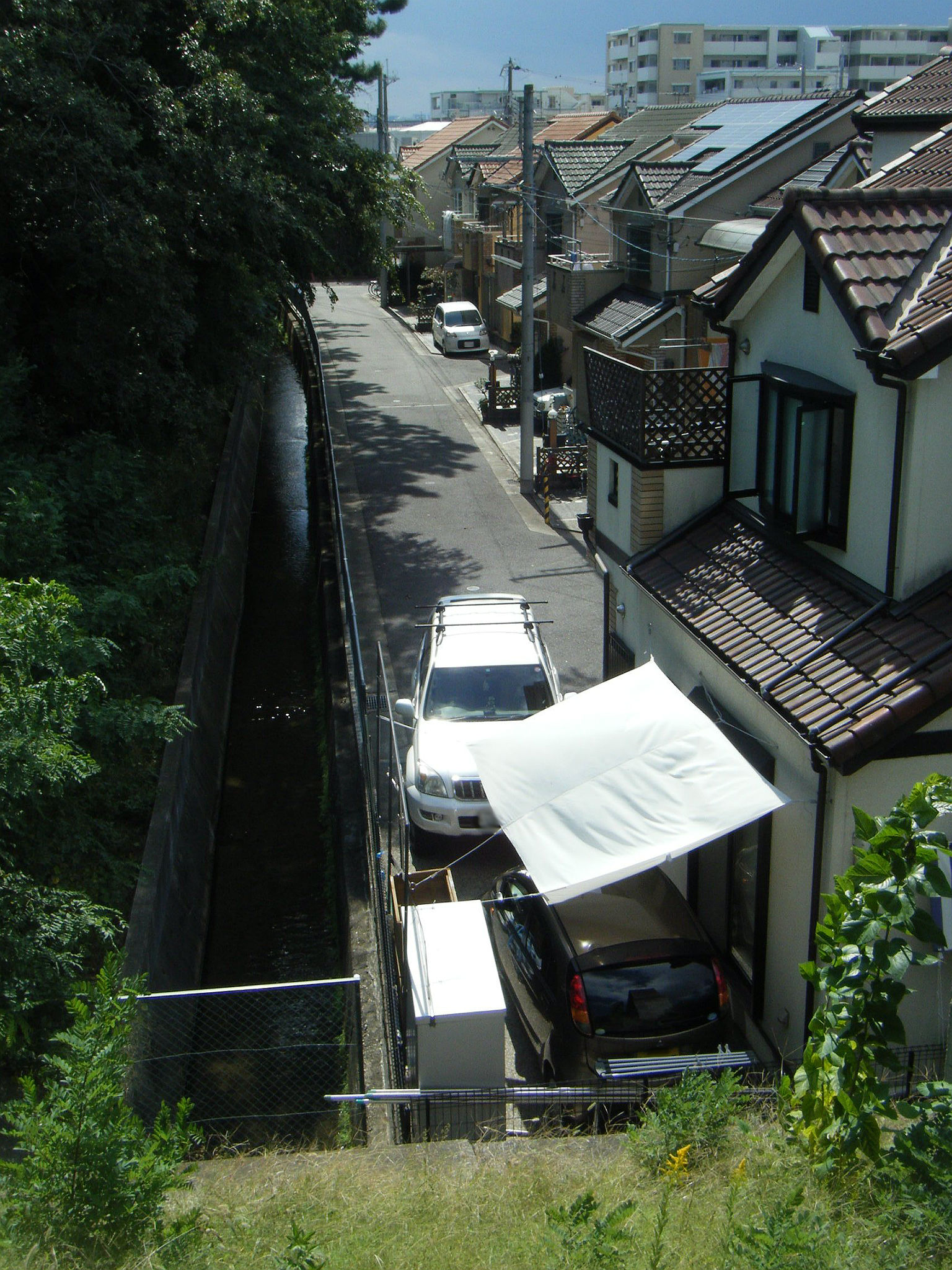
武庫川線・武庫大橋駅跡（国道2号・武庫大橋西宮側堤防下）

### 国道線
相対式2面2線だが併用軌道であり、安全地帯での乗降であった。開業時から戦前の間は構築物としてのホームがあったが、戦時中に撤去され、その後は廃止まで路面上での直接乗降であった。

### 武庫川線
相対式ホーム2面2線の地上駅であった。有効長は当時の車両（電車としては小型車）の2両分(戦時中は3連2本、4連1本で運行)程度で、周囲を石垣で組み、土を充填した構造であった。1両分の木造上屋も設けられていた。国道線の浜側に並行してコンクリート製の跨線橋が架けられた上に木造の出札設備、そこから地平の武庫川線ホームに下りる木造専用通路で連絡していた。国道線との相互乗り換えを考慮した本格的な設備でありながら、実際の使用期間は1年あまり（1944年（昭和19年）8月17日 - 1945年（昭和20年）8月23日）にとどまった。甲子園口駅側に向かって左（西）側のホームは旅客営業をしていた洲先駅方面への折り返しに使用され、標準軌のみが敷かれていた。一方、右（東）側のホームはもっぱら国有鉄道貨物列車の通過線として使用された。そのため三線軌条になっており、標準軌の終端は国道2号線をくぐったところにあった。その地点は直流600V電化の終端でもあった。武庫大橋山側には国道線専用の巨大な架線柱（通称ハエたたき）があり、き電線はここで武庫川線と接続していた。

## 隣の駅
阪神電気鉄道
国道線（普通のみ）
上甲子園 - 武庫大橋 - 西大島
武庫川線（普通のみ）
武庫大橋駅 - 小松駅 - （武庫川信号場） - 武庫川駅
日本国有鉄道
武庫川線（貨物のみ）
西ノ宮駅 - 甲子園口駅 - 武庫大橋駅 - 小松駅 - 武庫川駅